# リン酸三カルシウム
リン酸三カルシウム（英語: Tricalcium phosphate、略称: TCP）とは、化学式: Ca3(PO4)2 で表されるリン酸とカルシウムの塩である。リン灰石として天然に産出し、また土壌中に広く分布して含まれ、植物の生長に必須の成分である。骨を燃焼させた際に得られる物質でもある（骨灰・骨炭など）。

## 結晶構造
リン酸三カルシウムは三種の多形体を持ち、単斜晶のα-と六方晶系のα'-リン酸三カルシウム（α-TCP、α'-TCP）は、リン酸三カルシウムの高温多形体であり、β-リン酸三カルシウム (β-TCP) は低温多形体である。加熱によるβ-TCPのα-TCPへの多形転移は、1180 ℃前後の温度で観察される。1180 ℃より高温の温度域で形成されるα-TCPは、ゆっくり室温まで冷却すると、この多形体に保持することができず、急冷すなわちクエンチすることによってしか室温で得ることができない。
β-TCPの結晶学的密度は3.066 g/cm3（グラム毎立方センチメートル）であるが、高温形態は密度が低くα-TCPの密度は2.866 g/cm3であり、α'-TCPの密度は2.702 g/cm3である。
β-TCPとα-TCPとの間には化学的、生物学的特性に違いがあり、α-TCPの方は可溶性と生分解性が優れている。 両方の形態は、商業的に入手可能であり、医療および歯科用途で良く利用される。

## 用途
生体材料
ヒドロキシアパタイト等とともに人工骨・関節、インプラントの歯などに利用される。
食品添加物
プロセスチーズなどの乳化剤、パンを膨らませるイースト菌のえさとなるイーストフード、カルシウムの強化剤として指定添加物とされる。
固化防止剤
固化防止剤としてベビーパウダーなどに含まれる。
歯磨き粉
フッ化物と機能化したリン酸三カルシウムを配合した歯磨き粉により象牙質知覚過敏症を抑制できると考える研究者もいる。研究によれば、エナメル質脱灰量が減少され、フッ素、カルシウム、リンが取り込まれることから歯の強化が期待でき、う蝕進行抑制が期待されるとしている。